# Pellenes negevensis
Pellenes negevensis là một loài nhện trong họ Salticidae.
Loài này thuộc chi Pellenes. Pellenes negevensis được Jerzy Prószyński miêu tả năm 2000.